# Schwarzenbach an der Saale
Schwarzenbach an der Saale (eller Schwarzenbach a.d.Saale) er en by i Landkreis Hof i den nordøstlige del af den bayerske regierungsbezirk Oberfranken i det sydlige Tyskland, og ligger som navnet siger ved floden Saale.

## Geografi
I kommunen ligger ud over Schwarzenbach a.d. Saale med 5.546 indbyggere, disse landsbyer og bebyggelser (tallene i parrentes er indbyggertal) :
| - Albertsberg (1) - Baumersreuth (35) - Birkenbühl (4) - Fletschenreuth (78) - Förbau (773) | - Förmitz (60) - Götzmannsgrün (34) - Hallerstein (286) - Langenbach (56) - Martinlamitz (637) | - Mittelschieda (7) - Nonnenwald (49) - Posterlitz (4) - Quellenreuth (35) - Stollen (12) | - Schwingen (40) - Seulbitz (133) - Stobersreuth (43) - Völkenreuth (42) |